# Gleiss Lutz
Gleiss Lutz Hootz Hirsch (häufig nur als Gleiss Lutz bezeichnet) ist eine international tätige deutsche Wirtschaftskanzlei. Rund 350 Anwälte, davon 86 Partner, arbeiten in Büros in Berlin, Düsseldorf, Frankfurt am Main, Hamburg, München, Stuttgart, Brüssel und London.

## Geschichte
Die Kanzlei wurde am 1. April 1949 von Alfred Gleiss (1904–1997) als Büro für Dekartellierungs- und Wettbewerbsfragen in Stuttgart gegründet. 1952 erhielt Gleiss die Zulassung als Rechtsanwalt und assoziierte sich mit Arved Deringer, der 1961 ausschied und eine eigene Kanzlei in Bonn eröffnete. 1956 trat Helmuth Lutz (1927–2024) in das Büro ein, kurz danach kamen Christian Hootz (1928–2016) und Martin Hirsch dazu. Seit 1962 trägt die Sozietät den noch heute gültigen offiziellen Namen Gleiss Lutz Hootz Hirsch.
Bekannte Anwälte der Kanzlei sind Ulrich Battis, Jobst-Hubertus Bauer, Rainer Bechtold, Martin Diller, Wulf Goette, Werner Hoppe, Hans Schlarmann, Rupert Scholz und Gerhard Wirth.

## International
Seit 2002 hatte Gleiss Lutz eine enge Allianz mit der englischen Sozietät Herbert Smith und der niederländisch-belgischen Anwaltskanzlei Stibbe betrieben, die im November 2011 von Herbert Smith aufgekündigt wurde, nachdem Gleiss Lutz und Stibbe keine Fusionsgespräche aufnehmen wollten. Als unabhängige Kanzlei arbeitet Gleiss Lutz weltweit mit einem nicht fest institutionalisierten Netzwerk ausländischer Kanzleien. Im Rahmen eines europäischen Netzwerks arbeitet Gleiss Lutz eng mit drei weiteren unabhängigen Kanzleien in Europa zusammen (Chiomenti in Italien, Cuatrecasas Gonçalves Pereira in Spanien und Portugal und Gide Loyrette Nouel in Frankreich). Um der Zentralisierung der europäischen Finanzmarktaufsicht durch den Single Supervisory Mechanism (SSM) Rechnung zu tragen, bündelten die vier Kanzleien z. B. 2015 in der Schwerpunktgruppe Bankaufsichtsrecht am Frankfurter Standort von Gleiss Lutz ihre Bankaufsichtsrechtspraxis. Darüber hinaus arbeitet die Kanzlei eng mit Kanzleien wie Stibbe (Benelux), Slaughter and May (Großbritannien) oder Cravath Swaine & Moore (USA) zusammen.

## Medienberichte
Im Dezember 2010 kaufte das von der Kanzlei beratene Land Baden-Württemberg Anteile am Energiekonzern EnBW zurück, ohne zuvor die Zustimmung des Landtags einzuholen. Dafür berief sich Stefan Mappus auf das Notbewilligungsrecht als Ministerpräsident und holte nur die Zustimmung des Finanzministers ein. Diese Vorgehensweise wurde vom Staatsgerichtshof in Stuttgart im Oktober 2011 als Verfassungsbruch festgestellt. Eine von Stefan Mappus gegen die Kanzlei angestrengte Klage mit Schadenersatzforderung wegen Falschberatung wurde vom Bundesgerichtshof 2016 zurückgewiesen.
Die Kanzlei vertrat die beiden Bundestagsabgeordneten der SPD, Peter Danckert und Swen Schulz, die vor dem Bundesverfassungsgericht erfolgreich gegen das neunköpfige Sondergremium geklagt hatten, welches anstelle des Haushaltsausschusses über den Einsatz des Euro-Rettungsschirms entscheiden sollte.
Gewerkschaftliche Initiativen werfen der Kanzlei Beihilfe zum Union Busting (Gewerkschaftsvermeidung) vor. Dies begründen sie unter anderem mit der Ausgestaltung von Werkverträgen für Daimler, durch die die davon betroffenen Arbeiter rund ein Drittel des Gehalts von Festangestellten erhalten. Zuletzt vertritt die Kanzlei deliveroo in einem Rechtsstreit um Entfristung einer gewählten Betriebsrätin.
Im Zuge der Dieselabgas-Affäre mandatierte der Aufsichtsrat der Volkswagen AG 2016 die Kanzlei für die Aufarbeitung der gesellschaftsrechtlichen Haftungsansprüche.
Im Jahr 2019 vertrat die Kanzlei das Bundesinstitut für Risikobewertung (BfR), als dieses gegen die Veröffentlichung seines Gutachtens zum Herbizid Glyphosat durch FragDenStaat vorging, da es sein Urheberrecht verletzt sah. Gleiss Lutz war es auch nach fünf Versuchen nicht gelungen, eine einstweilige Verfügung wirksam zuzustellen. Das Landgericht Köln hob daher aufgrund der formellen Fehler das Veröffentlichungsverbot auf und bürdete dem BfR die Kosten des Verfahrens auf.